# Roanoke Valley Rebels (EHL)
Roanoke Valley Rebels byl profesionální americký klub ledního hokeje, který sídlil v Roanoke ve státě Virginie. V letech 1973–1976 působil v profesionální soutěži Southern Hockey League. Před vstupem do SHL působil v Eastern Hockey League. Rebels ve své poslední sezóně v SHL skončily v semifinále play-off. Klub byl během své existence farmami celků WHA. Jmenovitě se jedná o Vancouver Blazers, Houston Aeros, Calgary Cowboys, San Diego Mariners a Winnipeg Jets. Své domácí zápasy odehrával v hale Berglund Center s kapacitou 8 672 diváků. Klubové barvy byly modrá, červená a bílá.
Jednalo se o vítěze SHL ze sezóny 1973/74.

## Historické názvy
Zdroj: 
- 1967 – Salem Rebels
- 1970 – Roanoke Valley Rebels

## Úspěchy
- Vítěz SHL ( 1× )
  - 1973/74

## Přehled ligové účasti
Zdroj: 
- 1967–1973: Eastern Hockey League (Jižní divize)
- 1973–1976: Southern Hockey League